# 8月のクリスマス (曲)
「8月のクリスマス」（はちがつのクリスマス）は、山崎まさよし通算20枚目のシングル。2005年8月24日発売。発売元はユニバーサルミュージック。

## 解説
- 東芝エンタテインメント配給映画『8月のクリスマス』（9月23日公開）の主題歌。
- 映画には、山崎本人も余命わずかな写真屋の若旦那の役として出演した。
- 同時発売で、映画のサントラ盤「『8月のクリスマス』 オリジナルサウンドトラック」が発売された。劇中音楽を収録したもので、こちらの担当も山崎まさよし。主題歌もムービー・ショートエディションで収録されている。
- この楽曲はライブ音源を含め、複数のバージョンが存在する（ほとんどがアレンジの違いではなく、演奏時間の長さの違い）。商品化されてはいないが、プロモーション盤には「8月のクリスマス（Radio Edit）」が収録されている。
- 初回限定盤DVDには、映画の名シーンを織り込んだ特別編集バージョンのミュージック・ビデオが収録された。7thアルバム『ADDRESS』（2006年6月28日）には、ピアノ弾き語りがメインの別バージョンが収録されている。
- CDのみの通常盤もあり。ジャケット写真が初回限定盤とは異なる。
- 映画も2006年3月8日にDVD化された。「プレミアム・エディション（初回限定生産）」と「スタンダード・エディション」の2タイプがある。

## 収録曲
1. 8月のクリスマス　（4:23）
東芝エンタテインメント配給映画「8月のクリスマス」主題歌
2. mud skiffle track XIV （「写真館」prototype）　（1:24）
3. 銀幕にこんがらがって　（3:24）

- 全作詞・作曲・編曲: 山崎将義

## DVD収録メニュー
1. 8月のクリスマス　劇場版予告編
2. 8月のクリスマス　music clip（movie version）

## 収録作品
- 8月のクリスマス （Single Version） BLUE PERIOD
- 8月のクリスマス （short edition for soundtrack）
  - 『8月のクリスマス』 オリジナルサウンドトラック
- 8月のクリスマス （Live Version）
  - WITH STRINGS
- 8月のクリスマス （Acoustic Guitar Version）
  - ADDRESS　（7th アルバム）
- mud skiffle track XIV （「写真館」prototype） 
※アルバム未収録
- 写真館
  - 『8月のクリスマス』 オリジナルサウンドトラック
- 銀幕にこんがらがって
※アルバム未収録